# Villar (Puentedeume)
Villar (llamada oficialmente San Pedro de Vilar) es una parroquia española del municipio de Puentedeume, en la provincia de La Coruña, Galicia.

## Entidades de población
Entidades de población que forman parte de la parroquia:
- Ar
- Campolongo (Campo Longo)
- Chao de Villar (Chao de Vilar)
- Chao
- Chapizo
- Cornide
- Fuentemelendre (Fonte Melendre)
- Goibe de Abajo (Goive de Abaixo)
- La Iglesia (A Igrexa)
- Olmo
- Torre (A Torre)

## Despoblado
- Aguabar

## Demografía
| Gráfica de evolución demográfica de Villar entre 2000 y 2019 |
|                                                              |
| Datos según el nomenclátor publicado por el INE.             |